# Chudossei
Der Chudossei (russisch Худосей) ist ein 409 km langer rechter Nebenfluss des Tas im Nordosten des Westsibirischen Tieflands, im asiatischen Teil Russlands.
Der Fluss entfließt einem Sumpf im äußersten Osten des Autonomen Kreises der Jamal-Nenzen, etwa 150 km Luftlinie südwestlich von Turuchansk, und erreicht nach knapp 5 km in nordöstlicher Richtung die Grenze zur Region Krasnojarsk. In seinem weiteren Verlauf, in wechselnden westlichen bis nördlichen Richtungen mäandrierend, markiert der Chudossei auf etwa 200 Flusskilometern die Grenze zwischen den beiden Föderationssubjekten. Dann fließt er unter Beibehaltung der nordwestlichen Richtung durch den Autonomen Kreis bis zu seiner Mündung in den Tas, etwa 10 km südlich (flussaufwärts) des Dorfes und Rajonverwaltungszentrums Krasnoselkup. Bei der Mündung bildet der bis etwa 300 m breite Fluss zwei Arme.
Das Einzugsgebiet des Chudossei umfasst 11.200 km². Seine wichtigsten Nebenflüsse sind der Limp-Pityl-Ky (russisch Лимп-Питыль-Кы, Länge 126 km) von links sowie Kasch-Ky (Каш-Кы, 114 km) und Pokal-Ky (Покаль-Кы, 113 km) von rechts.
Im gesamten Einzugsbereich des Flusses gibt es keine Ortschaften.